# ژوزف-دزیره جاب
ژوزف-دزیره جاب (انگلیسی: Joseph-Désiré Job؛ زادهٔ ۱ دسامبر ۱۹۷۷) یک بازیکن فوتبال اهل کامرون است.
از باشگاه‌هایی که در آن بازی کرده‌است می‌توان به میدلزبورو، لیون، الاتحاد، الخریطیات، لن، و نیس اشاره کرد.
وی همچنین در تیم ملی فوتبال کامرون بازی کرده و در دو جام جهانی ۱۹۹۸ و ۲۰۰۲ برای این تیم به میدان رفته است.